# Arsenowaylandite
L'arsenowaylandite è un minerale scoperto nel 1994 nel distretto uranifero nel nordo della Boemia, repubblica Ceca, ma non sotto dall'autore all'approvazione dell'International Mineralogical Association perché i dati non erano sufficienti. Il nome deriva dalla similitudine con la waylandite e dal contenuto di arsenico. È considerata membro discutibile del gruppo della dussertite.

## Morfologia
L'arsenowaylandite è stata scoperta sotto forma di grani fini formati da più minerali.

## Origine e giacitura
L'arsenowaylandite è stata trovata nell'arenaria associata a waylandite, crandallite, goyazite e molti altri arsenati e fosfati del gruppo della crandallite.